# هنا شيحة
هنا شيحة (25 ديسمبر 1985 -)، ممثلة مصرية، والأخت الصغرى للممثلة حلا شيحة التي تكبرها في 10 أشهر فقط. بدأت العمل الفني عام 2000 نالت أول بطولاتها أمام الممثلة ليلى علوي وحنان ترك بفيلم حب البنات وكانت بالسنة الرابعة بمسيرتها المهنية.

## حياتها
والدها هو الفنان التشكيلي أحمد شيحة، ولدت هنا في بيروت في عائله فنية من أربع أخوات ولاحظت والدتها نادية زيتون اللبنانية، مواهب بناتها فشجّعتهنّ وصقلت مواهبهنّ بدروس الموسيقى والباليه.
أحبت هنا القراءة مثل والدتها، اتجهت للمعهد العالي للفنون المسرحية لتتابع شغفها بالخيال والفن وتتخرج في المعهد العالي للفنون المسرحية، قسم تمثيل وإخراج

## المسيرة المهنية
تخرجت من أكاديمية الفنون في مصر وتخصصت بالتمثيل والإخراج. بدأت حياتها المهنية في مسلسل "البر الغربي" عام 2002 عندما كانت لا تزال طالبة بالمعهد. وظهرت بمسلسل "حبنا الكبير" بدور فتاة إيطالية. وكتن من أكبر ادوارها ببطولة مشتركه في فيلم حب البنات مع ليلى علوي وحنان ترك وأشرف عبد الباقي،وفي فيلم درس خصوصي مع الممثل محمد عطيه
حصلت على الشهرة بعد دورها في فيلم حب البنات ومسلسل “ يتربى في عزو “ مع يحيي الفخراني إخراج مجدي أبو عميرة عام 2007.
بدأت هنا تحويل مسارها الفني والابتعاد عن الأدوار المألوفة للجمهور بداية من مسلسل “شارع عبد العزيز" لتقدم دور الفتاة متوسطة الحال التي تحب بلا أمل، لتقدم
مسلسل طرف ثالث من إخراج محمد بكير عام 2012.
- عام (2013) اختارها المخرج محمد ياسين لتلعب دور “نوسه” في مسلسل “موجة حاره” لتقلب موازين أدوارها تماما بدور مفاجئ جريء جدا.
- عام (2014) عملت مع المخرج خالد مرعي في مسلسل السبع وصايا في دور شديد التعقيد، لتصبح شخصية إم إم التي لعبتها هنا شيحا مع شريكها في النجاح «وليد فواز» الذي لعب شخصية «عرنوس» من أيقونات الحب لدى الجمهور “إم إم وعرنوس.. حكاية حب لا تنتهي“
- عام (2014) لعبت دور البطولة في فيلم “قبل الربيع “ للمخرج أحمد عاطف.
- في عام (2015) عملت هنا شيحا في مسلسل العهد[8][9][10] الكلام المباح للمخرج خالد مرعي في ثاني تعاون بينهم لتجسد هنا شخصية “سجاج” ويكون هذا المسلسل الأول من نوعه في الوطن العربي في هذا النوع الدرامي للمؤلف “محمد أمين راضي”
- عام (2015) يمثل نقلة نوعية في مسارها الفني بالمشاركة في أحدث أفلام المخرج السينمائي الكبير محمد خان “قبل زحمة الصيف” في دور البطولة لفيلم يمثل نقلة مختلفة على مستوى الحكي الدرامي لمخرجه صاحب المسيرة المعتبرة على الصعيد العربي والدولي في مجال صناعة الأفلام، وهو ما ينبأ للفيلم أن يثير صدا واسعاً، نظراً لجرأته وحرفية مخرجه في إدارة الممثل وثقته الكبيرة في هنا الذي دفعه لحصر الاختيار عليها في الدور الذي لعبته في الفيلم لسنوات قبل أن يخرج الفيلم إلى حيّز التنفيذ.

## من أعمالها

### مسلسلات
| - شاهد عيان:2020 - أرض النفاق:2018- جميلة - ظل الرئيس:2017- د. سلمى - الطوفان:2017 - العهد (الكلام المباح) :2015- سجاج - البيوت أسرار:2015- ولاء - الحكر:2014- أنهار - السبع وصايا:2014- إم إم - موجة حارة:2013- نوسة | - طرف ثالث:2012- جي جي - على كف عفريت:2012 - مشرفة رجل لهذا الزمان:2011- دولت - شارع عبد العزيز: 2011- لبنى - بيت العيلة (ج2):2010 - خاص جدا:2009 - حكايات وبنعيشها (مجنون ليلى):2009 | - الدنيا لونها بمبي:2009- نجلاء - راجل وست ستات (ج4):2009 - أيام الرعب والحب:2008- جيسي - 7 شارع السعادة:2008 - يتربى في عزو:2007- داليا عزو - مباراة زوجية:2006 | - قلب الدنيا:2006 - نعتذر عن هذا الحلم:2005 - طيور الشمس:2002- سوزي - البر الغربي:2001 - حبنا الكبير:2000 - وجع البعاد:2000 |

| - عيار ناري 2018 يسرا. - قبل زحمة الصيف: 2015- هالة سري - قبل الربيع:2013 - راجعين ياهوه:2010 - درس خصوصي:2005- جميلة - حب البنات: 2004- رقية | - رومانسية بالأرانب: 2012 - مسلسل إذاعي - العيادة ج2 : 2009 - سيت كوم- ضيفة شرف - هيما في البريمة: 2009 - مسلسل إذاعي - صلاح الخير: 2007 - مسلسل إذاعي- ياسمين الحريري - رباعيات جاهين: 2004 - تمثيلية | \| - قعدة رجالة: 2017 - ساترداي نايت لايف بالعربي: 2016 - التجربة الخفية: 2015 - صاحبة السعادة: 2014 - معكم منى الشاذلي: 2014 \| - التفاحة: 2012 - 100.7: 2009 - عفاريت حسين الإمام: 2008 - دارك:2008 - طرطأ وفنجل: 2008 - فيلم الديزل 2018 \| |
| - قعدة رجالة: 2017 - ساترداي نايت لايف بالعربي: 2016 - التجربة الخفية: 2015 - صاحبة السعادة: 2014 - معكم منى الشاذلي: 2014                    | - التفاحة: 2012 - 100.7: 2009 - عفاريت حسين الإمام: 2008 - دارك:2008 - طرطأ وفنجل: 2008 - فيلم الديزل 2018                                                                                             | |

## وصلات خارجية
- هنا شيحة على موقع IMDb (الإنجليزية)
- هنا شيحة على موقع الدهليز
- هنا شيحة على موقع قاعدة بيانات الأفلام العربية
- هنا شيحة على موقع قاعدة بيانات الفيلم (الإنجليزية)
- هنا شيحة على موقع كينوبويسك (الروسية)